# Inkognito (slovenský pořad)
Inkognito je slovenský zábavný pořad, který vysílala televize JOJ od 1. září 2003 do 28. června 2007. Soutěž je založena na tom, že čtyři mediálně známé osobnosti hádají profese pozvaných lidí. Na konci pořadu se zakrytýma očima hádají další, tentokrát také mediálně známou osobu. V roce 2015 se televize JOJ rozhodla pořad vrátit na televizní obrazovky. Moderátorem pořadu je Vlado Voštinár.

## Obsazení

### Současní hádači (2022)
- Michal Hudák
- Zuzana Kubovčíková Šebová
- Josef Vajda
- Zdena Studenková
- Marcel Forgáč
- Marián „Čeky“ Čekovský
- Juraj „Šoko“ Tabáček
- Maroš Kramár
- Ondrej Kandráč
- Peter „Šarkan“ Novák
- Dagmar „Didiana“ Dianová
- Anna Jakab Rakovská
- Jana Graňáková Kovalčíková
- Simona Salátová

### Bývalí hádači
- Vladimír „Ady“ Hajdu
- Emil Horváth ml.
- Jan Kroner ml.
- Kamila Magálová
- Magda Paveleková (†)
- Andrej „Andy“ Kraus
- Peter Kočiš
- Peter Nagy
- Matej „Sajfa“ Cifra
- Vera Wisterová
- Olga Feldeková
- Pavol Hammel
- Ivo Ladižinský
- Ľubica Čekovská
- Petra Polnišová
- Lujza Garajová Schrameková
- Milan „Junior“ Zimnýkoval
- Vladimír Voštinár
- Boris Valábik

## Kontroverze

### Licence
20. února 2007 bylo oznámeno, že Prima zrušila českou verzi pořadu Inkognito. Důvodem mělo být to, že produkční společnost Maya měla ukrást formát společnosti Fremantle. Maya obvinění odmítla. V srpnu 2007 i samotný vlastník licence obvinil společnost z krádeže a televize JOJ se rozhodla pořad ukončit. To ale pro JOJ nebyl jediný důvod, dalším důvodem byla nízká sledovanost.
Zatímco Prima pořad přejmenovala a vysílala pod názvem Hádej, kdo jsem!, JOJ se v roce 2015 rozhodla pořad vrátit se stejným názvem, avšak již pod originální licencí od společnosti Fremantle.
Prima od srpna 2021 začala opět s výrobou českého Inkognita podle licence od Fremantle ve studiu TV JOJ.

### Vtipy
27. září 2017 uložila Rada pro vysílání a retransmisi televizi JOJ pokutu 3 319 € za černý humor o amputacích končetin z vydání, které JOJ vysílala 23. března 2017. Vtipy měly podle regulátora napadat lidskou důstojnost.

## Série
| Série    | Série   | Epizody           | Původně vysíláno  | Původně vysíláno   | Stanice |
| Série    | Série   | Epizody           | Premiéra série    | Finále série       | Stanice |
| -------- | ------- | ----------------- | ----------------- | ------------------ | ------- |
|          | 1       | 10                | 18. května 2015   | 13. srpna 2015     | JOJ     |
|          | 2       | 13                | 21. září 2015     | 14. prosince 2015  | JOJ     |
| Speciál  | 1       | 31. prosince 2015 | 31. prosince 2015 |                    | JOJ     |
|          | 3       | 32                | 14. ledna 2016    | 25. srpna 2016     | JOJ     |
|          | 4       | 26                | 12. září 2016     | 19. prosince 2016  | JOJ     |
| Speciály | 2       | 31. prosince 2016 | 31. prosince 2016 |                    | JOJ     |
|          | 5       | 46                | 2. ledna 2017     | 10. července 2017  | JOJ     |
|          | 6       | 30                | 4. září 2017      | 18. prosince 2017  | JOJ     |
| Speciál  | 1       | 21. prosince 2017 | 21. prosince 2017 |                    | JOJ     |
|          | Speciál | 1                 | 1. ledna 2018     | 1. ledna 2018      | JOJ     |
| 7        | 24      | 8. ledna 2018     | 29. března 2018   |                    | JOJ     |
| Speciál  | 1       | 2. dubna 2018     | 2. dubna 2018     |                    | JOJ     |
| 7        | 28      | 5. dubna 2018     | 6. srpna 2018     |                    | JOJ     |
|          | 8       | 28                | 30. srpna 2018    | 3. prosince 2018   | JOJ     |
| Speciál  | 1       | 6. prosince 2018  | 6. prosince 2018  |                    | JOJ     |
| 8        | 3       | 10. prosince 2018 | 17. prosince 2018 |                    | JOJ     |
| Speciál  | 1       | 22. prosince 2018 | 22. prosince 2018 |                    | JOJ     |
| Speciál  | 1       | 31. prosince 2018 | 31. prosince 2018 |                    | JOJ     |
|          | 9       | 18                | 7. ledna 2019     | 18. dubna 2019     | JOJ     |
| Speciál  | 1       | 22. dubna 2019    | 22. dubna 2019    |                    | JOJ     |
| 9        | 12      | 25. dubna 2019    | 24. června 2019   |                    | JOJ     |
|          | 10      | 30                | 2. září 2019      | 16. prosince 2019  | JOJ     |
| Speciál  | 1       | 19. prosince 2019 | 19. prosince 2019 |                    | JOJ     |
| Speciál  | 1       | 31. prosince 2019 | 31. prosince 2019 |                    | JOJ     |
|          | 11      | 24                | 13. ledna 2020    | 13. července 2020  | JOJ     |
|          | 12      | 19                | 17. srpna 2020    | 14. prosince 2020  | JOJ     |
| Speciál  | 1       | 21. prosince 2020 | 21. prosince 2020 |                    | JOJ     |
| Speciály | 2       | 31. prosince 2020 | 1. ledna 2021     |                    | JOJ     |
|          | 13      | 13                | 4. ledna 2021     | 29. března 2021    | JOJ     |
| Speciál  | 1       | 5. dubna 2021     | 5. dubna 2021     |                    | JOJ     |
| 13       | 12      | 12. dubna 2021    | 28. června 2021   |                    | JOJ     |
|          | 14      | 12                | 6. září 2021      | 29. listopadu 2021 | JOJ     |
| Speciál  | 1       | 6. prosince 2021  | 6. prosince 2021  |                    | JOJ     |
| 14       | 1       | 13. prosince 2021 | 13. prosince 2021 |                    | JOJ     |
| Speciál  | 1       | 21. prosince 2021 | 21. prosince 2021 |                    | JOJ     |
| Speciál  | 1       | 31. prosince 2021 | 31. prosince 2021 |                    | JOJ     |
|          | 15      | 15                | 3. ledna 2022     | 11. dubna 2022     | JOJ     |
| Speciál  | 1       | 18. dubna 2022    | 18. dubna 2022    |                    | JOJ     |
| 15       | N/A     | 25. dubna 2022    |                   |                    | JOJ     |